# Walter Stark
Walter Stark (* 24. Juli 1924 in Danzig; † 20. Februar 2009 in Greifswald) war ein deutscher Historiker, der sich vor allem mit der Geschichte der Hanse beschäftigte.
Walter Stark wuchs in  Danzig-Langfuhr auf, legte 1942 am akademischen Gymnasium Danzig sein Abitur ab und musste anschließend zum Arbeitsdienst und zur Wehrmacht. Bis 1946 war er in Kriegsgefangenschaft. Er trat nach seiner Entlassung in die SED ein und begann mit dem Studium der Geschichte, Latein und Pädagogik an der Ernst-Moritz-Arndt-Universität Greifswald (EMAU). Sein bis Juli 1951 dauerndes Studium wurde von Juli 1949 bis März 1951 durch eine Delegierung unterbrochen. In der Zeit war Stark Abteilungsleiter für Personal und Schulung in der Universitätsverwaltung Rostock. Von 1947 bis 1949 wirkte er auch im Studentenrat und der SED-Parteiorganisation der Studenten mit. Er beendete sein Studium mit dem Staatsexamen. Schon seit 1951 war Stark Dozent für Geschichte an der Arbeiter-und-Bauern-Fakultät der EMAU und wurde dort 1960 Studiendirektor. Das Staatsexamen für die Oberstufe hatte er 1957 abgelegt. Ab 1962 war Stark wissenschaftlicher Mitarbeiter am Historischen Institut der EMAU. 1969 erfolgte die Promotion zum Thema Lübeck und Danzig in der zweiten Hälfte des 15. Jahrhunderts. Untersuchungen zum Verhältnis der wendischen und preußischen Hansestädte in der Zeit des Niedergangs der Hanse, Gutachter waren Johannes Schildhauer, Konrad Fritze und Herbert Ewe. Anschließend wurde Stark Wissenschaftlicher Oberassistent an der Sektion Geschichtswissenschaft in Greifswald. Die Promotion B erfolgte 1980 mit der Arbeit Untersuchungen zum Profit beim hansischen Handelskapital in der ersten Hälfte des 15. Jahrhunderts, Gutachter waren erneut Fritze und Schildhauer sowie Werner Mägdefrau. 1982 wurde er Hochschuldozent und stellvertretender Sektionsdirektor für Forschung. Im September 1986 wurde Stark zum außerordentlichen Professor in Greifswald ernannt. 1989 wurde er emeritiert.
Stark beschäftigte sich vor allem mit der Geschichte der Hanse, insbesondere mit der späten Phase ihrer Organisation und mit ihrer Finanz- und Wirtschaftsgeschichte.

## Schriften
- Lübeck und Danzig in der zweiten Hälfte des 15. Jahrhunderts. Untersuchungen zum Verhältnis der wendischen und preußischen Hansestädte in der Zeit des Niedergangs der Hanse. Böhlau, Weimar 1973 (Abhandlungen zur Handels- und Sozialgeschichte, Bd. 11)
- Die Hanse (mit Johannes Schildhauer und Konrad Fritze), DVW, 4. Auflage, Berlin 1981 (auch: Die Geschichte der Hanse. Verlag Das Europäische Buch, Westberlin 1985 ISBN 3-88436-142-2)
- Untersuchungen zum Profit beim hansischen Handelskapital in der ersten Hälfte des 15. Jahrhunderts. Böhlau, Weimar 1985 (Abhandlungen zur Handels- und Sozialgeschichte, Bd. 24)